# Sỏi amidan
Sỏi amidan, còn được gọi là bã đậu amidan, là sự khoáng hóa của các mảnh vụn trong các kẽ hở của amidan. Khi không khoáng hóa, sự hiện diện của các mảnh vỡ được gọi là viêm amidan mãn tính (chronic caseous tonsillitis- CCT).  Các triệu chứng có thể bao gồm hôi miệng. Nói chung là sỏi amidan không gây đau đớn, mặc dù có thể có cảm giác vướng trong miệng.
Các yếu tố nguy cơ có thể bao gồm nhiễm trùng họng tái phát. Sỏi amidan chứa một màng sinh học bao gồm một số vi khuẩn khác nhau. Mặc dù chúng thường xảy ra ở amidan vòm họng, nhưng chúng cũng có thể xảy ra ở amidan lưỡi. Sỏi amidan đã được ghi nhận có trọng lượng từ 0,3 g đến 42g.  Chúng có thể quan sát được khi chụp hình ảnh y tế để tìm các bệnh khác.
Nếu sỏi amidan không làm phiền người bệnh thì không cần điều trị. Nếu không, có thể áp dụng các biện pháp súc miệng nước muối và gỡ sỏi bằng tay.  Clorhexidine cũng có thể được dùng.  Điều trị bằng phẫu thuật có thể bao gồm cắt bỏ một phần hoặc toàn bộ amidan. Có tới 10% người bị sỏi amidan.  Nam và nữ bị ảnh hưởng như nhau.  Người già thường bị ảnh hưởng nhiều hơn.

## Dấu hiệu và triệu chứng
Sỏi amidan có thể không tạo ra triệu chứng hoặc chúng có thể gây ra hôi miệng. Mùi miệng có thể giống mùi trứng thối.
Thỉnh thoảng người bệnh có thể đau khi nuốt. Ngay cả khi chúng lớn, một số sỏi amidan chỉ được phát hiện tình cờ trên tia X hoặc quét CAT. Các triệu chứng khác bao gồm mùi như kim loại, cổ họng đóng hoặc thắt chặt, ho khan và nghẹt thở.
Sỏi amidan lớn hơn có thể gây hôi miệng tái phát, thường đi kèm với nhiễm trùng amidan, đau họng, mảnh vụn trắng, mùi vị khó chịu ở phía sau cổ họng, khó nuốt, đau tai và sưng amidan. Một nghiên cứu y khoa được thực hiện vào năm 2007 đã tìm thấy mối liên quan giữa sỏi amidan và hôi miệng ở bệnh nhân bị viêm amidan tái phát nhất định. Trong số những người bị hôi miệng, 75% đối tượng có amidan, trong khi chỉ có 6% đối tượng có giá trị halitometry bình thường (hơi thở bình thường) có sỏi amidan. Một cảm giác cơ thể bất thường cũng có thể tồn tại ở phía sau của cổ họng. Tình trạng này cũng có thể là một tình trạng không có triệu chứng, với sự phát hiện khi sờ thấy một khối nội mạc cứng hoặc dưới niêm mạc.